# 露西尔·乔治-沃特
露西尔·安德莉亚·乔治-沃特（英語：Lucille Andrea George-Wout，1950年2月26日—）是库拉索的政治人物，自2013年11月4日起担任库拉索总督。
早年，她曾是库拉索岛地方议会的代表；并且她还在荷属安的列斯担任过内政、劳工及社会事务部的部长及荷属安的列斯议会议长。

## 政治生涯
1990年代初，乔治-沃特曾以新安的列斯运动党党员的身份成为库拉索岛地方议会（Island Council of Curaçao）的代表。再转投重建安的列斯党（Party for the Restructured Antilles）后，乔治-沃特在1994年至1998年期间担任荷属安的列斯议会议长；而在本党执政期间，她在1999年至2001年期间担任了内政、劳工及社会事务部部长。
2013年8月，库拉索国联合政府讨论了前库拉索总督弗里茨·胡德赫德拉赫的继任问题。执政联盟对继任者的要求只有两个：第一，她必须是女性；第二，她必须能完成两个六年的任期。而在由10名人选构成的候选名单中，乔治-沃特名列前茅。 而到月底的时候，这个名单缩减成三人，而乔治-沃特依然榜上有名。
2013年11月1日，荷兰内政及王国关系部部长罗纳德·普拉斯特克在大臣会议提名其为库拉索总督；而任命则从2013年11月4日开始。 她于当日向荷兰国王威廉-亚历山大宣誓就职，成为库拉索的第2届总督。
按照法律程序，乔治-沃特必须在荷属安的列斯议会上正式接受该职位。 通过入职库拉索总督，露西尔·乔治-沃特取代了因健康问题而离职的第1届总督弗里茨·胡德赫德拉赫。他的职务曾由阿黛尔·范·德·普吕伊姆-维雷德临时代理。

## 个人情况
露西尔·乔治-沃特的丈夫赫尔曼·乔治（Herman George）是房屋建筑协会前主席，同时也担任社会发展与经济活跃基金会主席。